# Anton Westermann
Anton Westermann, född den 18 juni 1806 i Leipzig, död där den 24 november 1869, var en tysk filolog. Han var bror till George Westermann.
Westermann var professor i klassisk fornkunskap vid universitetet i sin hemstad 1834-65. Bland hans lärjungar märks Bernhard Heisterbergk. Westermann författade bland annat Quæstiones demosthenicæ (1830-37) och Geschichte der Beredsamkeit in Griechenland und Rom (2 band, 1833-35), vilket arbete fyllde en lucka i litteraturen. Han utgav editioner av bland andra Plutarchos ("Vitæ decem oratorum", 1833), grekernas mytografer (1843) och Filostratos (1848) samt översatte valda tal av Demosthenes, Aischines och Lysias (4 band, 1856-68).